# Edward Troughton
Edward Troughton (octubre de 1753 - 12 de junio de 1835) fue un fabricante de instrumentos científicos británico, notable en la construcción de telescopios y de otros dispositivos astronómicos. Tras ser galardonado con la Medalla Copley en 1809, resultó elegido miembro de la Royal Society en 1810.

## Semblanza

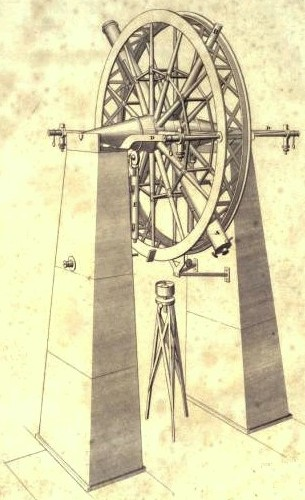
Círculo de tránsito Groombridge

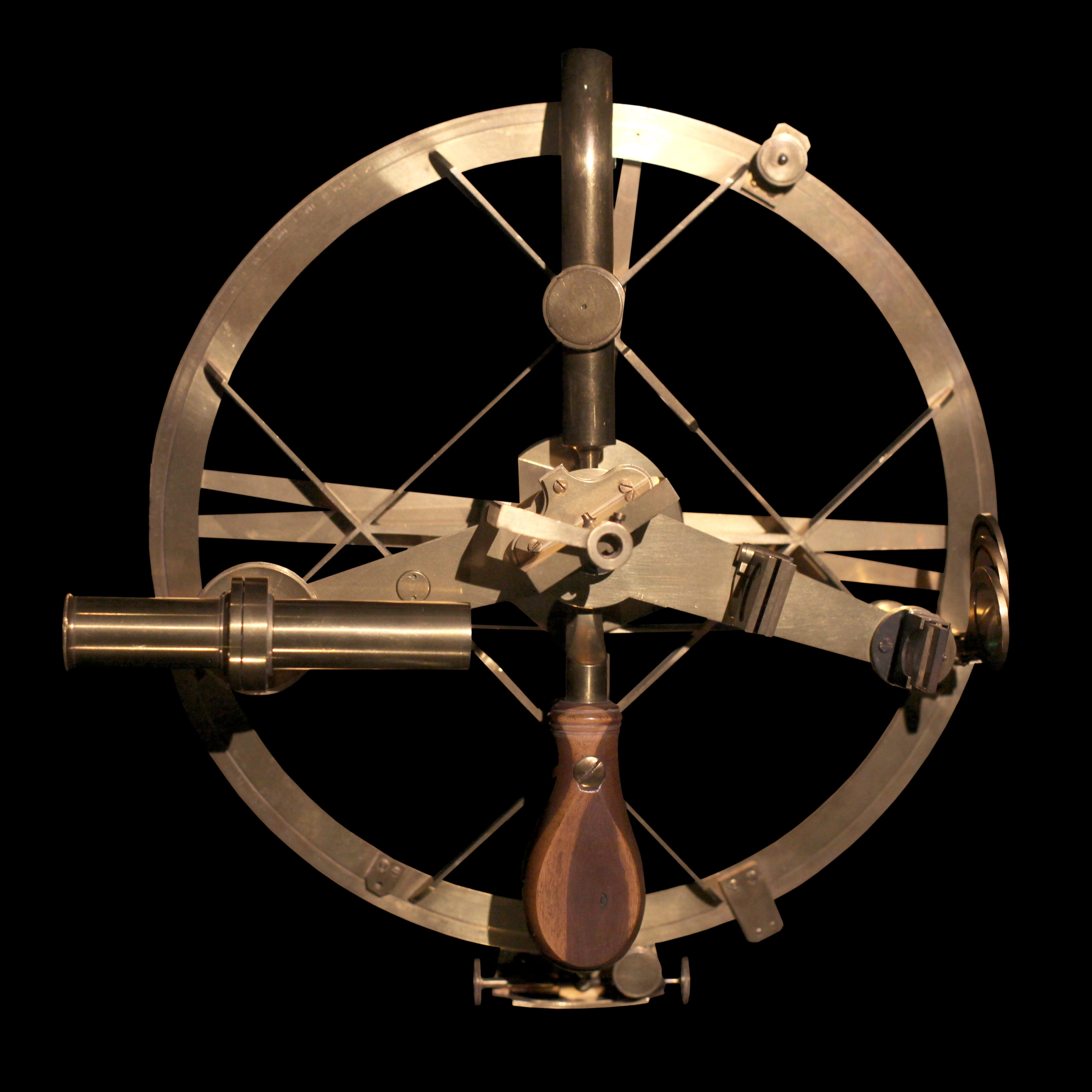
Círculo repetidor de Mendoza, construido hacia 1810 por Edward Troughton, Londres (Museo Nacional de la Marina de París)

Troughton nació en la localidad de Corney, Cumberland, siendo el menor de los seis hijos de Francis Troughton, agricultor, y de su esposa, Mary Stable. Destinado inicialmente a cuidar los animales de la granja familiar, Edward se trasladó a Londres en 1773. Posteriormente, realizó un aprendizaje con su tío, John Troughton (n. c. 1716), junto con su hermano mayor, también llamado John Troughton, y en 1779 se convirtió en su socio comercial y pronto se consolidó como el principal fabricante de instrumentos astronómicos para navegación y agrimensura de Gran Bretaña. Su sede estaba en el número 136 de Fleet Street, en el centro de Londres y su tienda se llamaba "Sign of the Orrey" (Firma del planetario).
En 1795, entregó al Observatorio de Armagh lo que hoy se conoce como el telescopio de montura ecuatorial Troughton, un telescopio refractor de 2 pulgadas de apertura, que sería su primer instrumento importante (y que se mantendría en uso hasta el siglo XXI). Creó el círculo de tránsito Groombridge en 1806, que el astrónomo Stephen Groombridge utilizó para compilar su catálogo de estrellas.
Troughton no se limitó a construir instrumentos, sino que también diseñó e inventó otros nuevos. Fue galardonado con la Medalla Copley de la Royal Society en 1809, siendo elegido Miembro de la Royal Society en marzo de 1810, miembro de la American Philosophical Society en 1817, y miembro del Real Sociedad de Edimburgo en 1822.
En 1826, tras el fallecimiento de John y con problemas de salud, se asoció con William Simms y la firma pasó a llamarse Troughton & Simms.
Se vio involucrado en una demanda judicial contra Sir James South, quien no estaba satisfecho con la calidad de una montura ecuatorial que le había fabricado. Troughton reclamó el pago de una indemnización, y con la asesoría legal informal proporcionada por Richard Sheepshanks, ganó el litigio.
Se sabe que Troughton era daltónico.
Murió en Londres el 12 de junio de 1835 y fue enterrado en el Cementerio de Kensal Green, en el sur de Londres. Era soltero y no tuvo hijos.

## Reconocimientos
- Troughton Rocks, en la Antártida, lleva el nombre de Edward Troughton.
- Troughton Road, cerca de la ubicación de Charlton Troughton & Simms Mathematical Instrument Works, también llevaba el nombre de Edward Troughton.[10]